# 旋翼

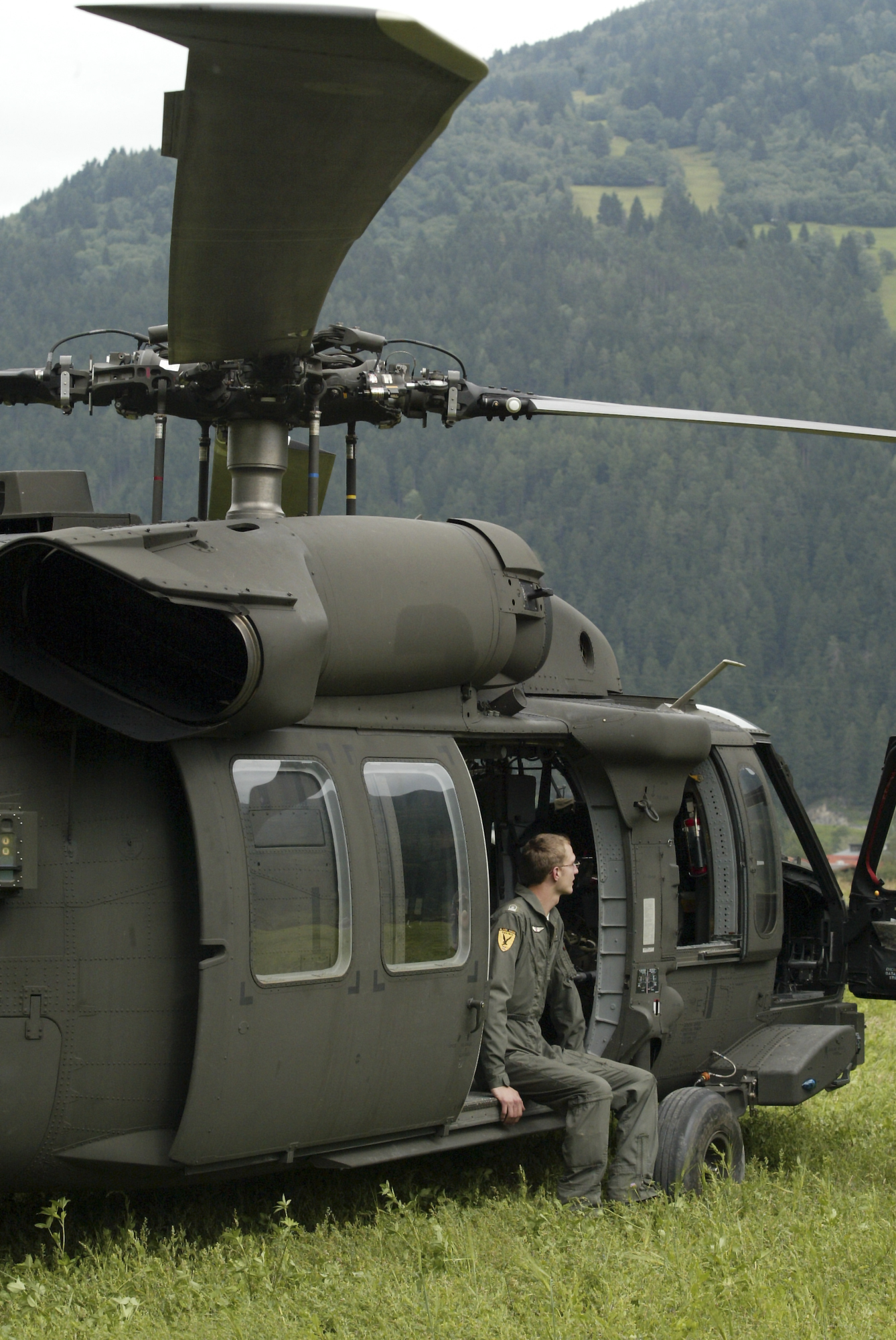
4葉旋翼

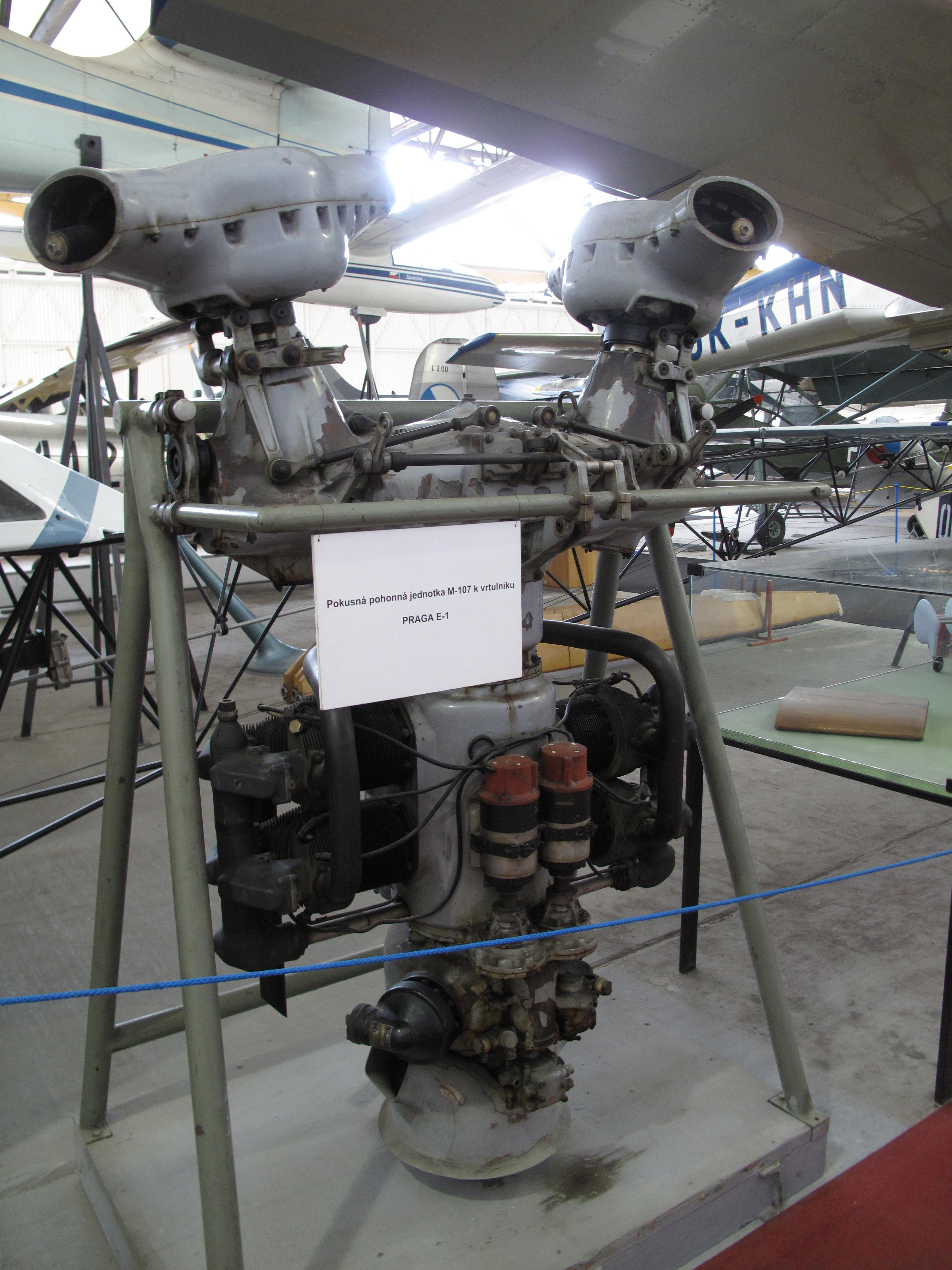

旋翼是直升机上产生升力的主要旋转组件，同时也可为直升机提供推进力和操纵力。旋翼並非螺旋槳，雖然二者原理近乎相同，但名稱上有別。直升機有分主旋翼以及尾旋翼，主旋翼提供升力作為飛行的動力，基本構成由主齒輪箱傳遞動力的大軸、主旋翼頭、抑震系統。在槳葉數目由基本的二葉、三葉、四葉、五葉至最高八葉。

## 發展歷史
在二十世纪中叶有动力直升机发展以前，旋翼机先驱Juan de la Cierva研究和发展了一些旋翼基础理论。多桨叶（三片和三片以上）全铰接式旋翼系统的發展歸功於他。这种系统在今天的多桨叶直升机上仍被广泛使用。
1930年代，英語：，羅馬化：Arthur M. Young（Arthur M. Young）通过引入平衡杆装置改善了两片桨叶旋翼系统的稳定性。这种系统在贝尔公司的几个直升机型号中得到了应用。在无线遥控的直升机模型中也得到了广泛应用。

## 部件和功能
随着材料学的发展，旋翼系了很大的变化。从最初单一的全铰接式旋翼已经发展到目前全铰式、半铰式、无铰式和无轴承式旋翼等多种形式并存的局面。
一般直升機旋翼系統包括下列部件：
- 槳葉：是產生升力的關鍵部件，具有一定的翼型結構。通常由金屬材料或複合材料製成。
- 槳轂：是連接槳葉和旋翼軸的部件，由旋翼軸帶動進而驅動槳葉旋轉。為了保證直升機能夠正常飛行，槳轂上還包含下列特殊部件：
  - 鉸鏈：用於滿足槳葉在不同方向上的運動需求。不同結構的槳轂可能具有以下全部或部分鉸鏈，甚至沒有以下鉸鏈，但通常在這些槳轂上應都能實現以下鉸鏈所具有的功能。
    - 揮舞鉸：也稱水平鉸，允許槳葉繞該鉸鏈在垂直於旋轉面的方向上揮動，從而消除直升機前飛時因前行槳葉和後行槳葉的相對氣流速度不一致所產生的側向傾翻力矩。
    - 擺振鉸：也稱垂直鉸，允許槳葉繞該鉸鏈在旋轉面內擺動，從而減輕或消除旋轉的槳葉因揮舞而產生的哥氏力所帶來的影響，即槳葉根部疲勞。
    - 變距鉸：也稱軸向鉸，允許槳葉沿展向轉動，改變槳距，從而控制槳葉的運動和產生的升力大小。

  - 減擺器：通過吸收能量的方式，降低槳葉的擺動幅度。
- 拉杆：兩端分別連接槳葉和自動傾斜器，傳遞周期變距和總距操縱。
- 扭力臂：固定在槳轂上，帶動自動傾斜器的旋轉部分轉動，保證與旋轉部分相連的拉杆只傳遞槳距操縱，而不受側向力干擾。
- 自動傾斜器：傳遞來自操縱線系的周期變距和總距操縱，由旋轉和不旋轉兩部分構成。
- 旋翼軸：傳遞主減速器輸出的扭矩至槳轂。

## 主旋翼
傳統如UH-1型直昇機，旋翼頭連接可以平面左右扭動的旋翼轂銜接旋翼葉片，由二個V型臂作上下揚程來改變旋翼轉軸角度。揚程是由巡迴操縱桿經過旋轉盤連接V型臂尖所提供，抗偏器則提供揚程的穩定度。照片中最上方是二端有配重的平衡桿，平衡桿跟V型臂是一個組成件。V型臂尖的連桿稱為變距連桿。最下端為旋轉盤，旋轉盤是連接著枴臂做變距的傳遞。中間部分為大軸，大軸約在1/3處是抗偏器所在。
新式設計的主旋翼頭沒有旋翼轂設計，連接葉片的是一個鎖在可360度2D活動膠質撓性座的旋翼連接軸座，並有Damper作為抗偏穩定。照片中最上方整流罩下方有一個稱為擺輻勒諧振器，取代平衡桿。
- 單主旋翼：UH-1系列直升機主旋翼
- 左右反向旋轉式：V-12直升機
- 交叉反向旋轉式：Kaman HH-43
- 前後反向旋轉式：CH-47直昇機
- 同軸雙層反向旋轉式：俄羅斯空軍的Ka-50攻擊直昇機採用同軸雙旋翼的設計。

## 尾旋翼
尾旋翼作用為抵銷旋翼的扭力。尾旋翼軸是雙軸設計，外軸為動力軸連接著尾旋翼葉片承座驅動旋轉，內軸變距軸.由齒輪或液壓改變行程.連接著尾旋翼頭做變距功能。部分尾旋翼組有傾斜設計可以提供輔助升力。
- SA 330 Puma尾旋翼
- 無尾槳式：MD520N
- 涵道式尾槳式：EC 120B